# Mistrzostwa Świata w Hokeju na Lodzie Kobiet 2009
Mistrzostwa Świata w Hokeju na Lodzie Kobiet 2009 – 12. edycja mistrzostw świata w hokeju na lodzie kobiet, zorganizowana przez IIHF w Finlandii (po raz trzeci w historii). Miastem goszczącym turniej elity była Hämeenlinna, a odbył się on w dniach 4–12 kwietnia 2009. Złoty medal obroniły Amerykanki, które pokonały Kanadyjki 4:1. Brązowy medal zdobyły gospodynie pokonując Szwedki 4:1. Po mistrzostwach świata 2009 zmniejszono liczbę drużyn uczestniczących w turnieju elity z dziewięciu do ośmiu.
Zmagania niższych dywizji odbyły się:
- I Dywizja: Graz
- II Dywizja: Torre Pellice

Po raz pierwszy w mistrzostwach świata hokeistek miała wystartować reprezentacja Polski. Ich rywalkami w turnieju V dywizji, rozgrywanym w Gdańsku, miały być: Bułgarki, Irlandki i Hiszpanki. Zmagania nie doszły jednak do skutku, bowiem we wrześniu 2008 r. ze względów organizacyjno-finansowych IIHF odwołała zawody III, IV oraz V dywizji (z powodu wysokich kosztów żadna z krajowych federacji hokejowych nie zdecydowała się na bycie gospodarzem turnieju III i IV dywizji).

## Elita
| Lp. | Drużyna    |
| --- | ---------- |
|     | USA        |
|     | Kanada     |
|     | Finlandia  |
| 4.  | Szwecja    |
| 5.  | Rosja      |
| 6.  | Kazachstan |
| 7.  | Szwajcaria |
| 8.  | Japonia    |
| 9.  | Chiny      |

W mistrzostwach elity uczestniczyło 9 najlepszych drużyn świata. System rozgrywania meczów był inny niż w niższych dywizjach. Pierwsza runda grupowa odbyła się w trzech grupach po trzy drużyny. Najlepsze awansowały do grupy w której walczyły o miejsce w finale. Mecz o brązowy medal odbył się pomiędzy trzecią drużyną z grupy zwycięzców oraz najlepszej z drugich miejsc pierwszej fazy. O utrzymanie walczyły najsłabsze drużyny grup. Dwie najgorsze spadły do I dywizji.
Po raz trzeci w historii turniej MŚ przeprowadzono w Finlandii (wcześniej w 1992 r. i 1999 r.). Spotkania rozgrywano w dwóch halach w Hämeenlinnie.
Zawody przeprowadzono od 4 kwietnia do 12 kwietnia 2009. Meczem otwarcia turnieju było spotkanie Chin z Kanadą, rozegrane o godzinie 15:00 (14:00 czasu polskiego). W tym meczu padła pierwsza bramka turnieju. Strzeliła ją Kanadyjka Carla MacLeod, która na koniec mistrzostw zyskała tytuł MVP turnieju.
Najwięcej bramek strzeliła Amerykanka Hilary Knight, która zdobyła 7 bramek. W punktacji kanadyjskiej najskuteczniejsze jej rodaczki - Julie Chu oraz Natalie Darwitz, które zdobyły po 10 punktów. Dyrektorat mistrzostw wybrał najlepsze zawodniczki na danych pozycjach: bramkarki - Charline Labonte z Kanady, obrończyni - Jenni Hiirikoski z Finlandii oraz Hayley Wickenheiser jako najlepsza napastniczka.

## Pierwsza dywizja
| Lp. | Drużyna  |
| --- | -------- |
| 1.  | Słowacja |
| 2.  | Niemcy   |
| 3.  | Norwegia |
| 4.  | Austria  |
| 5.  | Czechy   |
| 6.  | Francja  |

W mistrzostwach pierwszej dywizji uczestniczyło 6 zespołów, które walczyły w jednej grupie systemem każdy z każdym. Zwycięzca turnieju awansował do mistrzostw świata elity w 2011 r., zaś dwie najsłabsze drużyny spadły do drugiej dywizji.
Mecze rozegrano w austriackim Grazu od 4 kwietnia do 10 kwietnia 2009.
Meczem otwarcia turnieju było spotkanie Słowacji z Norwegią rozegrane 4 kwietnia o godzinie 13:30. Pierwszą bramkę turnieju zdobyła Petra Pravlikova. Średnia frekwencja meczowa wyniosła 485 osób. Najwięcej punktów w całym turnieju zdobyła Norweżka Line Oien, zaś królową strzelczyń została Słowaczka Petra Jurcova, która w pięciu meczach strzeliła 7 bramek. Dyrektoriat turnieju wybrał najlepsze zawodniczki na poszczególnych pozycjach: w bramce Słowaczka Zuzana Tomcikova, w obronie Słowaczka Iveta Karafiatova, wśród napastniczek Niemka Maritta Becker.

## Druga dywizja
| Lp. | Drużyna         |
| --- | --------------- |
| 1.  | Łotwa           |
| 2.  | Korea Północna  |
| 3.  | Wielka Brytania |
| 4.  | Włochy          |
| 5.  | Dania           |
| 6.  | Holandia        |

W mistrzostwach drugiej dywizji uczestniczyło 6 zespołów, które walczyły w jednej grupie systemem każdy z każdym. Zwycięzca turnieju awansował do mistrzostw świata pierwszej dywizji w 2011 r., zaś dwie najsłabsze drużyny spadły do trzeciej dywizji.
Mecze rozegrano we włoskim Torre Pellice od 12 kwietnia do 18 kwietnia 2009.